# Saint-Brice-de-Landelles
Saint-Brice-de-Landelles är en kommun i departementet Manche i regionen Normandie i norra Frankrike. Kommunen ligger i kantonen Saint-Hilaire-du-Harcouët som tillhör arrondissementet Avranches. År 2022 hade Saint-Brice-de-Landelles 651 invånare.

## Befolkningsutveckling
Antalet invånare i kommunen Saint-Brice-de-Landelles
| Referens: INSEE |